# Gunung Gangsir
Gunung Gangsir is een bestuurslaag in het regentschap Pasuruan van de provincie Oost-Java, Indonesië. Gunung Gangsir telt 11.391 inwoners (volkstelling 2010).